# Ibirapuã
Ibirapuã là một đô thị thuộc bang Bahia, Brasil. Đô thị này có diện tích 786,058 km², dân số năm 2007 là 7499 người, mật độ 9,54 người/km².